# Kabale
En kabale er et kortspil for én person. Der findes også kabaler for to personer. Kendte kabaler omfatter kongekabale, 7-kabale, Napoleon, Edderkop, Pyramide og Canfield. Foruden disse findes utallige variationer. Generelt for alle kabaler blandes kortene i et eller flere kortspil, hvorefter de lægges ud på bordet i et mønster eller rækkefølge, hvorefter spilleren efter et sæt regler skal forsøge at samle eller sortere kortene ind, sådan at bordet til sidst er "rent". Når det er opnået, er kabalen gået op, og man kan prøve forfra. Nogle kabaler går nemmere op end andre.
Kabaler minder meget om konkurrencebaserede kortspil som Whist, 500 og Hjerterfri, men som det britiske ord for kabaler, "Patience" (tålmodighed), antyder, er det en mere afslappende aktivitet, fordi den udføres alene, uden tidspres og uden samme psykologiske krav for succes.

## Kabalens historie
Det danske ord kabale kommer fra det franske cabale, der via latin kommer fra det hebraiske ord kabbala, mystisk lære.
Kabaler daterer tilbage til 1700-tallet, hvor de første skriftlige kilder kan findes på tysk og fransk. Nogle mener, at konceptet overvejende er fransk, eftersom de tidligere engelske sprogbøger, der nævner spillet, refererer til fransk litteratur. Kabaler er blandt andet nævnt i en tysk bog med spil i fra 1783.

### Napoleon og kabaler
Nogle kabaler er opnævnt efter den franske general Napoleon, da man har ment, at han i 1820'erne i sit eksil på øen Sankt Helena lagde kabaler. Om han egentlig gjorde dette er uvist. Napoleon spillede dog andre kortspil som Whist.

## Kabaler på computeren
Det er muligt at spille kabale på de fleste moderne computere under forskellige operativsystemer inklusive Windows. Her kaldes spillene ofte "Solitaire", som kabaler kaldes på amerikansk. På britisk kaldes kabaler for "Patience". I Windows XP findes en variation som kaldes "Edderkoppen" eller "Spider Solitaire". Det er også muligt at spille kabaler på Internettet, hvor man kan finde flere variationer.